# Fawzi El-Abrashy
Fawzi El-Abrashy ist ein ehemaliger ägyptischer Tischtennisspieler.

## Karriere
El-Abrashy nahm zwischen 1951 und 1969 an insgesamt sechs Weltmeisterschaften teil, seine größten Erfolge erreichte er dabei im Herrendoppel. Bei seiner ersten Teilnahme 1951 in der österreichischen Hauptstadt Wien erreichte er mit seinem Partner Abdel Hay Abou Heif das Viertelfinale, wo man mit 20:22, 9:21, 16:21 an den Engländern Johnny Leach/Jack Carrington scheiterte. Mit seinem Partner Mohamed Safaa kam El-Abrashy 1959 in Dortmund in die Runde der letzten 16 und schied dort gegen die schwedische Paarung Hans Alsér/Åke Rakell in fünf Sätzen aus. In beiden Turnieren erreichte keine afrikanische Paarung ein besseres Ergebnis im Herrendoppel.
Daneben gewann der Ägypter bei den Arabischen Meisterschaften 1956 in allen vier Disziplinen die Goldmedaille, zehn Jahre später Gold im Teamwettbewerb der Herren sowie Silber im Einzel. Bei den Afrikameisterschaften der Jahre 1962 und 1964 erreichte El-Abrashy jeweils die Silbermedaille im Einzel sowie im gemischten Doppel (1962 mit Ines El-Darwish, 1964 mit Naila Naser), außerdem jeweils Gold im Herrendoppel (1962 mit Adel Fahmy, 1964 mit Monir El-Kirdani) und mit dem Herrenteam.

## Ergebnisse
| Turnier                 | Jahr | Ort        | Einzel        | Doppel        | Mixed        | Team |
| ----------------------- | ---- | ---------- | ------------- | ------------- | ------------ | ---- |
| Arabische Meisterschaft | 1956 | Alexandria | Gold          | Gold          | Gold         | Gold |
| Arabische Meisterschaft | 1966 | Amman      | Silber        |               |              | Gold |
| Afrikameisterschaft     | 1962 | Alexandria | Silber        | Gold          | Silber       | Gold |
| Afrikameisterschaft     | 1964 | Accra      | Silber        | Gold          | Silber       | Gold |
| Weltmeisterschaft       | 1951 | Wien       | Runde der 128 | Viertelfinale | dnp          |      |
| Weltmeisterschaft       | 1954 | Wembley    | Runde der 64  | Runde der 64  | Runde der 32 | 13.  |
| Weltmeisterschaft       | 1955 | Utrecht    | Runde der 128 | Runde der 64  | Runde der 64 | 17.  |
| Weltmeisterschaft       | 1959 | Dortmund   | Runde der 256 | Runde der 16  | dnp          | 14.  |
| Weltmeisterschaft       | 1963 | Prag       | Runde der 128 | scratched     | dnp          | 21.  |
| Weltmeisterschaft       | 1969 | München    | Runde der 64  | scratched     | dnp          |      |